# Chloë Sevigny
Chloë Stevens Sevigny (ur. 18 listopada 1974 w Darien) – amerykańska aktorka pochodzenia francusko-polskiego (ze strony matki – Janine Malinowski).
Nominowana do nagrody Oscara i Złotego Globu. Zajmuje się również modą, pisała do brytyjskiego „Elle”, a swoją szafę pokazywała w „Vogue’u”. Projektuje ubrania, pierwszą linię stworzyła dla amerykańskiej marki „Opening Ceremony”. Znana jest również z wystąpienia w teledysku do utworu „Sugar Kane” nowojorskiej grupy Sonic Youth.

## Filmografia
- Dzieciaki (Kids, 1995) jako Jennie
- Trees Lounge (1996) jako Debbie
- Skrawki (Gummo, 1997) jako Dot
- Rytmy nocy (The Last Days of Disco, 1998) jako Alice Kinnon
- Palmetto (1998) jako Odette
- Julien Donkey-Boy (1999) jako Pearl
- Mapa świata (A Map of the World, 1999) jako Carole Mackessy
- Nie czas na łzy (Boys Don’t Cry, 1999) jako Lana
- American Psycho (2000) jako Jean
- Gdyby ściany mogły mówić 2 (If These Walls Could Talk 2, 2000) jako Amy
- Demonlover (2002) jako Elise Lipsky
- Brązowy królik (The Brown Bunny, 2003) jako Daisy
- Pierwsza strona (Shattered Glass, 2003) jako Caitlin
- Dogville (2003) jako Liz Henson
- Party Monster (2003) jako Gitsie
- Melinda i Melinda (Melinda and Melinda, 2004) jako Laurel
- Pani Harris (Mrs. Harris, 2005) jako Lynn Tryforos
- Manderlay (2005) jako Philomena
- Broken Flowers (2005) jako asystentka Carmen
- Trzy igły (3 Needles, 2005) jako Clara
- Lying (2006) jako Megan
- Trzy na jednego (Big Love, 2006–2011) jako Nicolette Grant
- Zodiak (Zodiac, 2007) jako Melanie
- 42 One Dream Rush (2009) jako kobieta o czerwonych oczach
- Pokój śmierci (The Killing Room, 2009) jako Emily Reilly
- Synu, synu, cóżeś ty uczynił? (My Son, My Son, What Have Ye Done?, 2009) jako Ingrid
- Barry Munday (2010) jako Jennifer Farley
- Mr. Nice (2010) jako Judy Marks
- Hit & Miss (2012) jako Mia
- American Horror Story (2012) jako Shelley
- Królowa XXX (Lovelace, 2013) jako Rebecca
- Portlandia (2013) jako Alexandra
- Świat według Mindy (The Mindy Project, 2013) jako Christina
- Oczekiwanie (The Wait, 2013) jako Emma
- Doll & Em (2013–2014) jako Chloë
- Little Accidents (2014) jako Kendra
- Electric Slide (2014) jako Charlotte
- Zabójczy instynkt (Those Who Kill, 2014) jako Catherine Jensen
- The Cosmopolitans (2014) jako Vicky
- Polegaj na mnie (Lean on Pete, 2017) jako Bonnie
- Truposze nie umierają (2019) jako Mindy Morrison

## Życie prywatne
W 2018 roku Sevigny zaczęła spotykać się z dyrektorem galerii sztuki Sinisą Mačkoviciem. W styczniu 2020 roku ogłosiła, że spodziewa się dziecka z Mačkoviciem. 2 maja 2020 r. urodziła syna o imieniu Vanja. Jest katoliczką i powiedziała, że uczęszcza do kościoła. W wyborach prezydenckich w 2016 oraz w 2020 poparła kandydata Demokratów, Berniego Sandersa.

## Nagrody
- Złoty Glob Najlepsza aktorka drugoplanowa w serialu, miniserialu lub filmie telewizyjnym: 2010 Trzy na jednego